# Bob Clement
Pour les articles homonymes, voir Clement.
Robert Nelson Clement dit Bob Clement est un homme politique américain né le 23 septembre 1943 à Nashville. Membre du Parti démocrate, il est élu du Tennessee à la Chambre des représentants des États-Unis de 1988 à 2003.

## Biographie
Bob Clement grandit à Nashville, capitale du Tennessee, lorsque son père Frank G. Clement (en) est gouverneur. Il est diplômé d'un baccalauréat universitaire de l'université du Tennessee en 1967 puis d'un MBA de l'université de Memphis l'année suivante. Après ses études, il s'engage dans la garde nationale du Tennessee de 1969 à 1971, il en sera réserviste jusqu'en 2001.
En 1973, il est élu à la commission des services publics du Tennessee, où il représente l'est de l'État. Après l'échec de sa candidature au poste de gouverneur du Tennessee en 1978, il rejoint le conseil d'administration de la Tennessee Valley Authority. En 1982, il se présente à la Chambre des représentants des États-Unis sans succès. De 1983 à 1987, il préside l'université Cumberland.
Clement entre finalement à la Chambre des représentants en 1988, lorsqu'il est élu pour succéder à Bill Boner (en), démissionnaire. Il est réélu à six reprises dans le 5e district du Tennessee. Il abandonne son siège pour se présenter aux élections sénatoriales américaines de 2002. Il est cependant facilement battu par l'ancien gouverneur et secrétaire à l'Éducation républicain Lamar Alexander, qui le devance de dix points. 
Lors des primaires présidentielles de 2004, Clement préside la campagne de John Edwards dans le Tennessee. En 2007, il est candidat à la mairie de Nashville mais il est battu par Karl Dean.
Il dirige une société de conseil, Clement & Associates, spécialisée dans les questions d'éducation, d'énergie et de santé.